# União Democrática Timorense
A União Democrática Timorense (UDT) foi o primeiro partido político fundado em Timor-Leste após o 25 de abril, em 11 de maio de 1974, e é um dos partidos históricos de Timor-Leste que iniciaram as suas actividades nesse período conturbado da história do país, fundado, entre outros, por Francisco Lopes da Cruz, Manuel Carrascalão, Mário Carrascalão, João Carrascalão e Domingos Oliveira.
Foi derrotada pela Fretilin na guerra civil de 1975 e os seus dirigentes da altura foram na maioria assassinados ou forçados ao exílio.
No dia 27 de junho de 1976, um avião da Cruz Vermelha Portuguesa traz os "23 soldados portugueses" e 129 refugiados timorenses de Atambua para Portugal.
Depois de alguns anos de relativa dificuldade organizativa procedeu a uma grande reorganização no Congresso Extraordinário de Lisboa, em dezembro de 1993.

## Timor-Leste independente
Após a independência de Timor-Leste, o UDT disputou as eleições, tendo eleito dois deputados. O seu presidente é João Guterres Viegas Carrascalão.